# 158222 Manicolas
158222 Manicolas este un asteroid din centura principală de asteroizi.

## Descriere
158222 Manicolas este un asteroid din centura principală de asteroizi. A fost descoperit pe 20 septembrie 2001 la Le Creusot de Jean-Claude Merlin. Asteroidul prezintă o orbită caracterizată de o semiaxă mare de 2,35 ua, o excentricitate de 0,15 și o înclinație de 6,2° în raport cu ecliptica.